# Dag Szepanski
Dag Szepanski (* 25. Dezember 1943 in Bromölla) ist ein ehemaliger schwedischer Fußballspieler. Der Stürmer, der 1972 zu einem Einsatz in der schwedischen Nationalmannschaft kam, gewann mit Malmö FF in der Spielzeit 1967 das Double aus Meistertitel und Pokal und wurde im selben Jahr Torschützenkönig der Allsvenskan.

## Werdegang

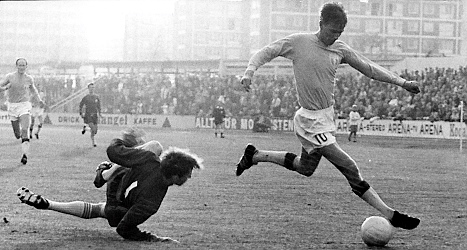
Szepanski beim Torschuss

Szepanski begann 1950 mit dem Fußballspielen und spielte in seiner Jugend bei Ifö/Bromölla IF. Mitte der 1960er Jahre rückte er in die Männermannschaft des Klubs auf, die in der zweitklassigen Division 1 antrat.
Dort wurde Szepanski von den Verantwortlichen von Malmö FF entdeckt und 1967 wechselte er zum Klub aus Schonen. Gleich in seiner ersten Spielzeit wurde er mit 22 Toren Torschützenkönig der Allsvenskan und führte den Klub damit zur Meisterschaft. Im selben Jahr gelang der Sieg in der ersten Neuauflage des Svenska Cupen. Nach zwei Vizemeisterschaften mit dem Verein verließ er nach Ablauf der Spielzeit 1969 den Klub.
Neuer Verein Szepanskis wurde der Ligarivale AIK. Der große Erfolg stellte sich aber nicht ein, einzig 1972 gelang die Vizemeisterschaft hinter Åtvidabergs FF. In der Folge kam er jedoch am 15. Oktober 1972 kam im Rahmen der Qualifikation zur Weltmeisterschaft 1974 zu seinem einzigen Einsatz im Nationaljersey. Beim 7:0-Erfolg über Malta erzielte er in der 57. Minute den Treffer zum 6:0-Zwischenstand. Bei den Anhängern des Klubs aus Solna machte er sich durch eine starke Leistung im Derby gegen Djurgårdens IF in der Spielzeit 1973 beliebt. Neben seiner Beteiligung am Treffer zum 1:0-Zwischen- und dem 4:0-Endstand, gelang ihm ein sehenswerter Treffer zum zwischenzeitlichen 3:0.
Zu Beginn des Jahres 1974 wechselte Szepanski aus beruflichen Gründen zu Jönköpings Södra IF. Der Klub war in die dritthöchste Spielklasse, die Division 3, abgestiegen. Mit Szepanski im Sturm gelang der sofortige Wiederaufstieg. Ab 1976 ließ er zwei Spielzeiten lang seine Karriere bei IF Väster in Göteborg ausklingen.
Während und nach Ende seiner sportlichen Laufbahn arbeitete Szepanski als Marketingleiter und Geschäftsführer bei Tetrapak in Schweden. 2003 setzte er sich in Spanien zur Ruhe, wo er zeitweilig für die schwedischsprachige Zeitung Costa Blanca-magasinet schrieb.

## Erwähnenswertes
Im Stockholmer Amateurbereich hat sich eine Fußballmannschaft nach Szepanski benannt. Das Vereinslogo des Zepanski FC wird von einer Fotografie Szepanskis beim Torjubel im Trikot von AIK geziert.